# Neil Canton
Neil Canton (* 30. Mai 1948 in New York City) ist ein US-amerikanischer Filmproduzent.
Neil Canton war in den 1970er Jahren als Filmproduktionsassistent tätig. Ab 1980 wurde er selbst als Filmproduzent aktiv. Zu seinen bekanntesten Arbeiten gehört die Zurück-in-die-Zukunft-Trilogie. 2005 erschien mit Land of the Dead sein letzter Film. Ab dieser Zeit wurde er an der Filmschule AFI Conservatory in Los Angeles als Lehrkraft für Filmproduktion tätig. 2018 ging er in den Ruhestand.

## Filmografie (Auswahl)
- 1984: Buckaroo Banzai – Die 8. Dimension (The Adventures of Buckaroo Banzai Across the 8th Dimension)
- 1985: Zurück in die Zukunft (Back to the Future)
- 1987: Die Hexen von Eastwick (The Witches of Eastwick)
- 1988: Caddyshack II
- 1989: Zurück in die Zukunft II (Back to the Future Part II)
- 1990: Zurück in die Zukunft III (Back to the Future Part III)
- 1992: Trespass
- 1993: Geronimo – Eine Legende (Geronimo: An American Legend)
- 1995: Money Train
- 2000: Get Carter – Die Wahrheit tut weh (Get Carter)
- 2002: Interstate 60
- 2005: Land of the Dead